# Peter Behl
Peter Behl (ur. 12 lutego 1966 w Mömbris) – zachodnioniemiecki zapaśnik walczący w stylu wolnym. Olimpijczyk z Seulu 1988, gdzie zajął piąte miejsce w kategorii 62 kg.
Szósty zawodnik mistrzostw świata w 1989. Czwarty na mistrzostwach Europy w 1988. Wojskowy mistrz świata w 1988 i 1990. Srebrny medalista mistrzostw świata juniorów w 1983 roku.
Zdobył pięć tytułów mistrza Niemiec w latach: 1985-1987, 1993 i 1995 roku.
- Turniej w Seulu 1988

Pokonał Carlosa Fernándeza z Hiszpanii i Turka Zeki Şahina. Przegrał ze Szwajcarem Hugo Dietsche i Węgrem Jenő Bódim. W pojedynku o piątą lokatę wygrał z Amerykaninem Ike Andersonem.